# Spanisch-Suppe
Die Spanisch-Suppe gilt schon seit dem 17. Jahrhundert als zürcherische Spezialität. 

## Geschichte
Die Spanische Suppe, in Spanien Olla podrida  genannt, kam durch die spanische Prinzessin Anna von Österreich an den französischen Hof und wurde dann durch Kaufleute und Soldaten weiter verbreitet.
Grundsätzlich ist die Spanisch-Suppe ein Pot-au-feu, der in seiner vornehmen Ausführung in einer reichverzierten Bronzeschüssel serviert wird. Im Schweizerischen Landesmuseum in Zürich steht ein gutes Dutzend alter Schüsseln, hergestellt in der einstmals berühmten Zürcher Firma Füssli, der zwischen 1450 und 1798 bedeutendsten Geschützgiesserei der alten Eidgenossenschaft. Das Gericht wurde auch im Zunfthaus zur Saffran serviert, wozu eigens bei der Glocken- und Kunstgiesserei H. Rüetschi in Aarau zwei prächtige, ringsum verzierte schwere Bronzetöpfe hergestellt wurden. 
Das Gericht unterscheidet sich vom üblichen Siedfleisch vor allem durch den viel höheren Fleischanteil. Es war darum teuer und wurde in früheren Jahrhunderten gern an Sonntagen aufgetischt:  Die Familien mit den Mägden besuchten den Gottesdienst, das Gericht köchelte im Kachelofen und wurde bei der Heimkehr als Mittagessen serviert.

## Zutaten
- Kalb- und Rindfleisch, Rippli
- Kohl, Rüebli, Sellerie, Zwiebeln
- Gewürze: Salz, Pfeffer, Lorbeer, Nelken, Majoran, Rosmarin, Thymian, Estragon und Petersilie
- Zwei Cipollatas werden vor dem Servieren pro Person zugegeben

Als Dessert folgen typischerweise Zürcher Apfelstücke.